# Pretor peregrino
El pretor peregrino (en latín, praetor peregrinus) fue una figura instituida en el 242 a. C. con competencia jurisdiccional en los conflictos entre los ciudadanos romanos y extranjeros, o entre extranjeros. Un pretor que administraba justicia entre los extranjeros (praetor qui inter peregrinos ius dicit). 
Esta magistratura, con derecho a mantener imperium se estableció con el fin de satisfacer las exigencias de tutela jurídica derivadas del incremento de las relaciones económicas y comerciales con los extranjeros, como resultado de la creciente expansión de la presencia romana en el Mediterráneo, especialmente después de la derrota de Cartago en la primera guerra púnica.
Durante el siglo III a. C. las anexiones territoriales de Roma y las poblaciones extranjeras eran poco probables que requiriesen un nuevo cargo dedicada exclusivamente a esta tarea. Durante la segunda guerra púnica, el pretor peregrino estuvo frecuentemente ausente de Roma en misiones especiales. El pretor urbano permanecía más frecuentemente en la ciudad para administrar el sistema judicial.
Con las decisiones del pretor peregrino, el derecho romano no fue algo sólo aplicable estrictamente al núcleo original de los habitantes de Roma, sino que se convirtió en ley aplicable a todos los territorios que se habían convertido en el Imperio Romano.